# Кровавый Нож
Кровавый Нож (англ. Bloody Knife, на языке лакота — Tamena Way Way, на арикара — Nes I Ri Pat; ок.1840 — 25 июня 1876) — воин из племени арикара, один из самых известных индейских скаутов армии США.

## Ранние годы
Кровавый Нож родился приблизительно в 1840 году на Территории Дакота. Его отец был из племени хункпапа, мать принадлежала к арикара. Первые годы своей жизни Кровавый Нож провёл среди соплеменников своего отца. Он являлся объектом насмешек, с ним плохо обращались и унижали. Желчь, ставший впоследствии  одним из самых знаменитых воинов лакота, в особенности  не любил его. В 1856 году мать Кровавого Ножа покинула лагерь хункпапа с целью посетить свой народ, живший восточнее, вблизи реки Миссури. Вероятно ей хотелось изменить безрадостную ситуацию. Она взяла с собой своих сыновей, покинув мужа и, возможно, дочь. Обратно она не вернулась.
Четырьмя годами позже Кровавый Нож решил навестить хункпапа, по-видимому, для того, чтобы увидеть своего отца и поприветствовать тех немногих друзей детства, которые были у него в старом лагере. Это едва не стоило ему жизни. Обычно когда странник вступал в индейский лагерь, он находился в безопасности. Но этого не произошло в случае с Кровавым Ножом. Когда он  показался в лагере лакота, к нему отнеслись с презрением, разоружили, осмеяли, обругали, избили шомполами и церемониальными жезлами. Неизвестно, почему он был столь презираем. То, что в нём текла кровь арикара, не может объяснить подобного обращения.
Осенью 1862 года двое братьев Кровавого Ножа, отправившиеся поохотиться, попали в руки военного отряда лакота, возглавляемого Желчью. Их тела были скальпированы и четвертованы, а затем оставлены на съедение диким животным.

## Скаут
Проработав некоторое время на Американскую меховую компанию, Кровавый Нож в 1865 году записался в скауты в американскую армию, которую возглавлял бригадный генерал Альфред Салли. Он принял участие в военной кампании против сиу, а также служил посыльным. Зимой того же года он сообщил солдатам, что воин лакота по имени Желчь убил нескольких белых около Миссури, и что он находится в Форт-Бертольде. Капитан Адамс Бассетт послал своих солдат арестовать индейца. Желчь попытался скрыться, но был тяжело ранен и оставлен умирать. Впоследствии, он выжил и принял активное участие в войне за Чёрные Холмы.
В 1868 году Кровавый Нож был зачислен в армию США в качестве скаута и получил чин капрала. Кроме Форт-Бертольда, он служил в других фортах Дикого Запада. В 1873 году Кровавый Нож впервые повстречал Джорджа Армстронга Кастера и вскоре они стали друзьями. Кастер ценил Кровавого Ножа, и тот позже стал его любимым скаутом. Из Вашингтона подполковник заказал серебряную медаль, на которой было написано имя скаута арикара, и подарил её Кровавому Ножу.
В 1874 году экспедиция под руководством Джорджа Кастера исследовала Блэк-Хилс, часть резервации, обещанной по договору 1868 года индейцам сиу и шайеннам, и обнаружила там золото. Кровавый Нож принял участие в этой кампании. Незадолго до этого, на деревню арикара напали сиу и убили несколько человек. Среди убитых оказался сын Кровавого Ножа. Во время экспедиции Кровавый Нож часто присоединялся к Кастеру во время его охоты. 7 августа скаут обнаружил огромного медведя-гризли и позвал подполковника, который давно мечтал убить грозного хищника. Кастер застрелил медведя, который весил около 360 кг.
Хотя большинство индейских скаутов получали в армии 13 долларов, Кастер сумел добиться, чтобы заработная плата Кровавого Ножа составляла 75 долларов в месяц. За участие в экспедиции в Блэк-Хилс он получил ещё дополнительно 150 долларов, за «неоценимое содействие».

## Битва при Литтл-Бигхорн

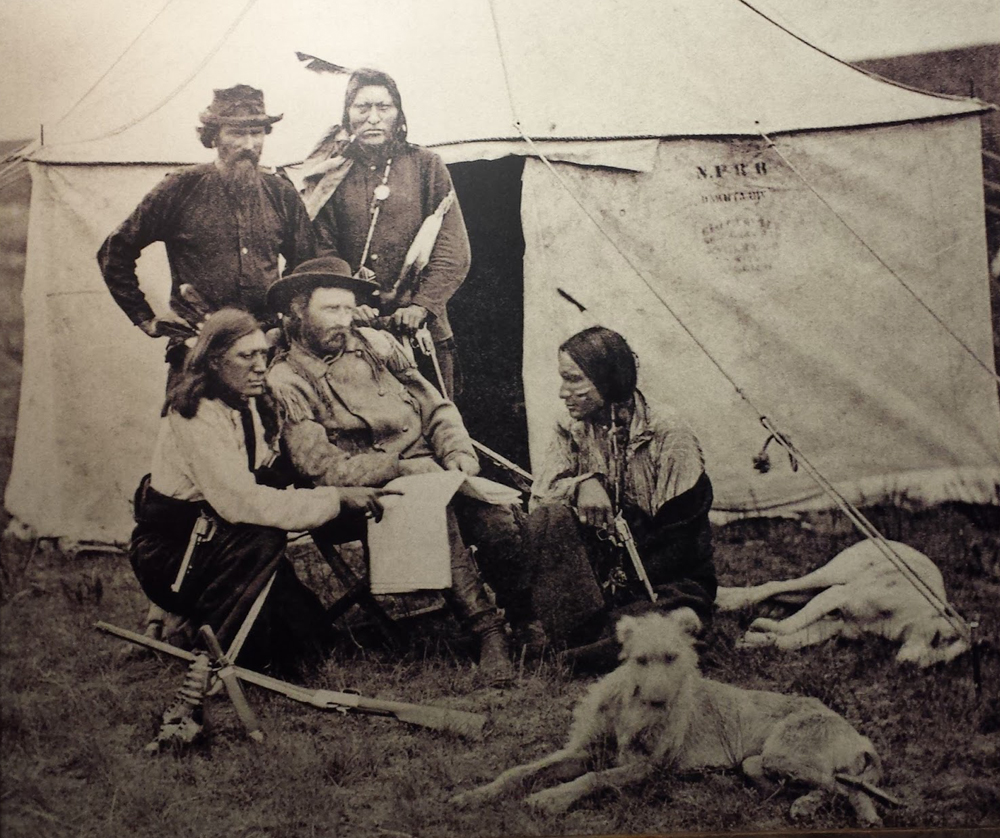
Кастер и Кровавый Нож, 1876 г.

Когда началась Война за Чёрные Холмы, Кровавый Нож в составе 7-го кавалерийского полка под командованием Джорджа Кастера, принял в ней участие. 24 июня 1876 года разведчики подполковника обнаружили огромный индейский лагерь около реки Литтл-Бигхорн. Кастер совершил ночной марш-бросок, чтобы не дать сиу и шайеннам скрыться. Полк прибыл на место в 2 ночи 25 июня, после чего разбил лагерь. Кровавый Нож пытался отговорить Кастера от нападения, утверждая, что враждебных индейцев очень много, и им не удастся их победить, но подполковник проигнорировал совет скаута.
Во время атаки, Кровавый Нож был отправлен к майору Маркусу Рино. 25 июня Рино остановил свою колонну в нескольких сотнях метров от стойбища, приказав спешиться и открыть огонь.  Появление врага вызвало смятение в индейском лагере: женщины схватили детей и побежали на север, мужчины побросали свои дела, схватили оружие и бросились в сторону врага. Встретив многократно превосходящие силы, майор приказал отойти в рощицу к реке. Во время отражения атаки сиу и шайеннов Кровавый Нож находился рядом с Рино и был убит, пуля попала ему в голову.
Вдова Кровавого Ножа, Совиха, прибыла в Форт-Бертольд 14 апреля 1879 года. Под присягой она заявила агенту Томасу Эллису, что была замужем за Кровавым Ножом десять лет и не получила деньги, причитающиеся ему к моменту смерти. Лишь через два года правительство США выплатило ей 91 доллар 66 центов.